# Microsoft Bob
Microsoft Bob — программа-оболочка от Microsoft, выпущенная в марте 1995 года. В её основу лёг принцип повсеместного использования скевоморфизма, в частности большинство доступных в ней инструментов напоминали предметы из реального мира. Несмотря на ожидания компании, программа не снискала коммерческого успеха и стала громким провалом.

## Происхождение
Microsoft Bob был разработан для Windows 3.1 и предназначался для предоставления удобного и простого интерфейса операционной системы. Проект управлялся (без участия Билла Гейтса) Мелиндой Фрэнч, которая в то время была подругой Гейтса (двумя годами позже вышла за него замуж). Считается, что прототипом для Microsoft BOB была среда Packard Bell Navigator, реализовывавшая тот же подход «виртуальных комнат» даже ещё более глубоко, чем BOB.

## Приложения
В Microsoft Bob вошёл ряд офисных программ, таких как приложение для управления финансами и текстовый процессор. Пользовательский интерфейс был разработан, чтобы упростить использование компьютера для начинающих пользователей.
Основной интерфейс изображает собой внутренние помещения дома, при этом различные комнаты соответствуют реальным помещениям, таким как кухня или гостиная. Каждая комната может содержать украшения и мебель, а также значки приложений. Bob предоставляет пользователю возможность полной настройки всего дома. Пользователь имеет полный контроль над отделкой каждой комнаты, и может добавлять, удалять или перемещать любые объекты. Пользователь также может добавлять или удалять номера из дома и указывать, в какое помещение ведёт каждая дверь. Microsoft Bob имеет также функцию, позволяющую выбрать одну из тем оформления для дизайна и отделки комнаты, такую как современный стиль или постмодерн.
Приложения, встроенные в Microsoft Bob, представлены соответствующими элементами интерьера: например, при нажатии на часы открывает календарь, а ручки и бумага представляют программу составления писем. Пользователь может также добавить ссылки на приложения на своем компьютере. Эти ссылки отображаются в виде значков в различном оформлении, например в коробке или раме картины.
Microsoft Bob содержит «помощников» — персонажей, оформленных в виде героев мультфильмов, которые могут помочь пользователю ориентироваться в виртуальном доме или выполнять задачи в основном интерфейсе или во встроенных приложениях.
Образы установочных дисков Microsoft Bob были использованы в качестве «заполнителя» на оригинальном установочном CD Windows XP в качестве меры по борьбе с пиратством.

## Критика
Несмотря на то, что Microsoft Bob перестал выпускаться до выхода Windows 98, он продолжал резко критиковаться в обзорах и популярных СМИ.
Боб получил 7-е место в списке «25 худших продуктов всех времен» журнала PC World, вошёл в список «50 худших изобретений» по версии журнала Time и занял 1-е место в списке худших продуктов десятилетия сайта CNET.com.
Данная программа отличалась высокими по меркам своего времени системным требованиям (8 мегабайт ОЗУ, процессор i486SX и выше, видеокарта SuperVGA не менее 256 цветов, 32 мегабайт свободного места на жёстком диске), и была доступна не каждому пользователю из-за них.